# 耶和华见证人的组织结构
耶和华见证人的组织结构是指該基督教團體內的组织结构。耶和华见证人的全面統籌由美國紐約布魯克林總部的治理機構負責。守望台分社辦事處（或稱伯特利）在世界各地設立，每守望台分社辦事處設有由三至七位成員組成的分社委員會。守望台分社辦事處負責督導所屬國家和地區的傳道工作，为本地会众和傳道工作印刷和供應各种出版物。每会众的成员和传道员由会众的长老负责组织督導。

## 基本结构
耶和华见证人的组织效法早期的基督徒教会。基本原则是所有受浸的男子都有机会成为会众的助理仆人或长老领导会众。国际组织則由治理机构所领导。每一群会众由会众的长老领导，就是那些由治理机构分部办事处指定委任的人。助理仆人負責協助长老。但长老和助理仆人的头衔不用于称呼。官方宣稱仆人在会众中不会得到任何报酬，海外传道员、伯特利家庭和巡回监督会有一些补贴。

## 伯特利
耶和华见证人的行政机构被称作“伯特利”。在这些地方，志愿人员帮助印刷和运送圣经书刊。这些志愿者就是“伯特利家庭”的成员。耶和华见证人的全球总部位于美国纽约的布鲁克林区。耶和华见证人在全球共有91个分部办事处 (国际办事处也是美国的分部办事处).一个分部一般管理一个国家，但是有时也包含多个国家(例如非洲).
耶和华见证人中央长老团和守望台社的主要领导人、决策人都是从布鲁克林分部产生。每一个分部由三个或者更多分部的成员组成的分部委员会领导,他们就是分部的长老团。其中一人被称作委員會統籌者。如果分部下辖多个国家就可能要设立“国家委员会”来管理多个国家的事务。 
伯特利家庭的规模相当随机。例如在冰岛只有10个人，在美国和墨西哥则達数百或上千人。伯特利的志愿者一般都有个人职务，例如在某个部门工作。一些办事处还有运输部门、法律部门和医院信息服务部。在大型分部有印刷设备。每个分部办事处有一个“服务部”负责管理会众和监督的工作。每个部门都有一个富有经验的人领导。有些人还有特别的称谓如“伯特利长老”，但是从2006年开始这个称谓不再使用。

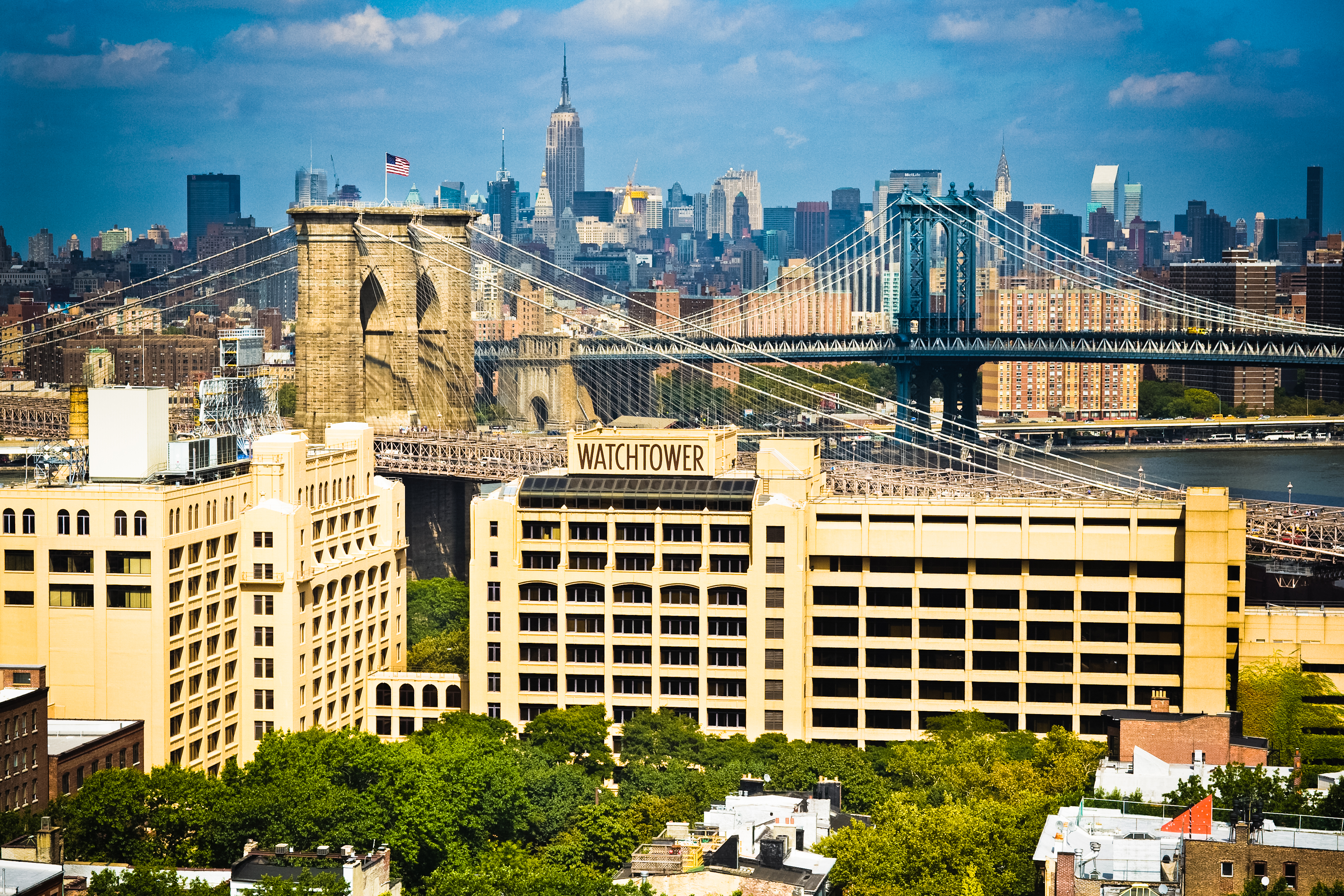
纽约守望台圣经书社总部

## 耶和华见证人治理机构
关于全世界所有耶和华见证人的决策都是位于布鲁克林的受膏基督徒长老们组成的耶和华见证人的治理机构作出的。1976年组织结构调整之前，关于所有耶和华见证人的所有决定(从罗素牧师时代开始) 都是守望台圣经书社社长作出的。 直到1970年代, 这个团队同时是宾夕法尼亚守望台圣经书社的董事会。
2000年开始，治理机构委派另外成员管理各种机构和公司。例如当前守望台社的总经理堂·A.·亚当斯（Don A. Adams）不是治理机构的成员。

## 管理单位和监督
每群会众属于一个分区，由一名分区监督负责照顾。所有分部办事处由治理机构指定的分区监督负责。

### 分区
一个分区下辖多个分部办事处。治理机构的分区监督负责这一部分。他们的主要工作是帮助协调各分部委员会的问题有时治理机构的成员会出任分区监督。

### 区域
每年，一般在夏季要举行一次为期3-4天的区域大会。不管它的名字，参与大会的至少包含一个区域或者几个区域。这样的大会需要很多的准备工作和较大的场地，一般参加人数超过上千人。

### 巡回区域
会众每年集合到一起2次，来自分部办事处的一位经验丰富的长老作为週遊监督也在一年中两次访问每一群会众。这种访问典型的持续一个星期，週遊监督會给会众和公众发表多次演讲，举行长老、助理仆人和先驱会议，带头进行逐户传道工作。

### 城市
如果一个城市多于1群会众，则需要设立“城市监督” 。他不是巡回监督，而是某一个会众的一位长老，负责整个城市各个会众的事务。他们的职责也是受限制的，因为分部办事处一般来说直接负责会众的多数事务。

## 会众
根据圣经，耶和华见证人相信，所有崇拜耶和华的人都应该传道。监督在会众中主要负责辅助和管教会众，他们自称耶和华忠信睿智的僕人。
会众是一个地方单位，基本上是处于自治。会众中的长老要照顾传道员也要决定一些会众的事务。特别的工作如划分传道地区，覆盖会众之间的边界区域，委派传道员都是会众要处理的工作。会众聚会的地点叫做王国聚会所。会众又分成更小的单位叫做“傳道小组”,一般由10-20个传道员组成。小组是最小的单位。每个小组都有监督，一般由负责本小组的长老担任。传道员把自己的传道报告交给小组监督，监督要负责小组的很多事务。公开传道事务一般都以这种方式在小组内部安排。
大型的会众每周一般在王国聚会所聚会兩次，共有五个内容。这五个内容依次是：演讲，关于圣经的演讲；问答形式的守望台杂志研究；“传道與生活聚會”，进一步研究圣经；传道示范，讨论和示范利用圣经传讲好消息；會眾研經班，每周一次，主要以问答的形式学习守望台发行的书刊。每次聚会一般持续1小時45分钟。所有聚会都以祷告开始和结束，期间还包括唱赞美歌。，所有聚会都是免费自由参加的，不劝捐。
每一群会众都要设立长老和助理仆人职位。在大型会众，会有足够的人充任不同的职位；而在小型会众，可能一人身兼数职，直到有合格的人出现。在特定情况下，如果没有足够的人做助理仆人，会众的长老团可从会众中选择一些聲譽良好的男子（但还未成为助理仆人）擔任这些职位。

### 长老
每一群会中都有由长老和监督组成的团体，为会众的日常工作做决策、领导传道工作。由多位长老负责不同的工作事务。成为長老團協調人的长老要主持长老会议。这三位长老组成会众的常務委员会(与治理机构的服务委员会有区别), 他们负责处理文件和决策。另外，一名长老可能也被委任为傳道小組监督，主要负责每周的傳道安排及小組牧養。
长老还在会众中担任司法监督的职位。如果某个耶和华见证人犯错误或者犯严重的罪，就要由2位长老负责调查，由三位或者更多长老组成的司法委员会负责裁断。司法委员会要调查出事件的真相，权衡不道德行为的各种证据，判断当事人的态度和动机，并根据圣经的指引提供劝告、惩罚甚至限制在会众中的活动。在这个委员会所有人的权利都是一样的，没有人拥有特权。
長老團體中的特殊角色包括：
- 長老團協調人
- 秘书：管理各种文件
- 傳道监督：负责会众里大小事务
- 守望台研究班主持人
- 传道與生活聚會监督
- "B" 学校监督
- 特別導師
- 傳道小組监督
- 常務委員會成員
- Public Talk Coordinator (可能使一位辅助仆人)

### 助理仆人
助理仆人是那些辅助长老打理日常工作的人，如照料王国聚会所、维护音响和麦克风系统、帮助分发出版物和管理会众账目等。助理仆人在一些情况下也可以参与会众教导工作，例如，符合要求的助理仆人可陪同长老进行牧養性質的探訪信徒工作。如果没有足够的长老主持会众书籍研究，符合标准的助理仆人亦可临时担任这一工作直到有合适的人出任长老。即使这样做，助理仆人也不会履行长老一般职责。
妇女不能出任助理仆人，但品行良好的个别妇女可以处理可能应由助理仆人所负的有关工作。在极少数情况下（这种情况只是在非常小的会众或者会众里实在没有合适的人选），会众中的品行良好的个别妇女可以负起助理仆人有职责，但仍不会委任为助理仆人。
助理仆人中的特殊角色包括：
- 会计仆人
- 書籍仆人
- 杂志仆人
- 區域仆人(Territory Servant)
- 招待僕人
- 音响和讲台仆人
- 傳道小組仆人 (只有当没有足够的长老监督每一个书籍研究才设立)
- 傳道小組助手
- 王国聚会所资料Coordinator

備註： 編排公眾演講是長老團協調人的责任，但是可能授权给另外的长老或者合格的助理仆人，也要监督音响、讲台、遞咪和出席的人。傳道监督主要负责杂志書籍和区域仆人、秘书监督主要負責会计仆人。

#### 长老和辅助仆人的委任
新的长老和助理仆人由分區監督委任，分區監督收到本地长老团的推荐信才可以通过委任。只有男性才可以委任为长老和助理仆人，尽管妇女也可以履行上述多数助理仆人的职责，如果不包括会众教导工作的话。在特殊需求下，妇女可作为会众教师。(这一般在小型会众或者会众中实在找不出胜任的合格人选，並要符合圣经的要求。) (哥林多前书14:31-35；提摩太前书2:11-14)

### 受浸传道员
受浸传道员是指那些经过询问一些问题并通过一个公开受浸仪式决定献身（把自己的时间、精力和余生）给上帝的人。这个受浸是由治理机构组织完成的。从这一时刻开始，受浸的人被正式接纳为耶和华见证人的一员。
正规传道员并没有每月额定的配额。典型的，作为正规传道员每月必须报告至少一小时从事传道工作。长老可能允许传道员记录15分钟作为时间片，如果由特殊情况如年老、生病或残疾等限制他们的话。如果传道员一个月内没有报告则被标记为“不活动”。如果一个传道员6个月没有报告，则被标记为“非活动”。这些概念主要用于制作统计报告，在每年出版的《耶和华见证人年鉴》中列出来。 习惯上不规律或者不活动的人员一般在一些特殊情况的服务中受到限制。
只有受浸的男性传道员才有可能在会众担任职务，包括助理仆人，长老，监督等(所有監督必需要已婚)。这些人并不拥有特权，相反要拿出一定时间为会众服务，处理会众日常的工作。有时他们还要组成临时的委员会处理一些棘手问题。
- 辅助先驱：每月传道30小时以上。 辅助先驱在某些时候可以由正式的传道员临时担任，例如在某些月份邀请人参加重要的聚会和大会，会众需要更多人手时，有些传道员就会主动要求做一段时间的辅助先驱。
- 正规先驱：每月传道70小时以上，每年完成840小时的传道时间。一个传道员必须受浸6个月以上，而且品行端正，经过本地会众长老推荐成为正规先驱。
- 特别先驱：被分部派往需求比较大的地区承担特殊工作,例如在偏远地方出版书刊，每个月至少传道130小时。 特别先驱由所在会众提供住房，水电暖设施，分部办事处提供日常生活所需的基本费用。
- 海外传道员：被派往海外服务。他们每个月至少130小时传道。在派往海外之前，他们一般要参加位于耶和华见证人总部的守望台基列圣经学校的训练，在接受委派之前，他们不知道要到什么地方去。一般的海外传道员会在被委派的地区居住很长一段时间，除了传道之外还要学习当地的语言，帮助建立王国聚会所，组织新的会众等。这些人都是一些自愿奉献的先驱组成的。

### 未受浸传道员
未受浸传道员可以包括小孩或者其它想要受浸的人。如果一个人已经表明了解圣经的基本知识并且以圣经提出的道德标准生活就可以成为未受浸传道员。跟未受浸的人一起研讨圣经的圣经教师可以把这个人带到主持监督那里。他会安排2位长老与这个学生做一个面试。如果符合标准，这个人就可以证实成为会众一员。

## 合法机构
更多信息参看 耶和华见证人的合法机构
宾夕法尼亚守望台圣经书社是属于耶和华见证人的合法公司/机构，是耶和华见证人的主要商业机构。其它公司还包括:
- 纽约守望台圣经书社
- 耶和华见证人基督徒会众
- 万国圣经研究协会

在过去，守望台社的社长在整个宗教团体的历史和发展中扮演者十分重要的角色。現在大多数其他国家，也成立了本地的公司用于支持组织工作。

## 文献及說明

### 参看
- 耶和华见证人地区建筑委员会
- 耶和华见证人的习惯

### 出處
1. ↑  . 耶和华见证人简介 (Watchtower Bible and Tract Society of New York, Inc.,Wallkill, New York, U.S.A.): 第25页.   [2019-07-03]. （原始内容存档于2019-07-03）.
2. ↑  Jehovah's Family Enjoys Precious Unity，守望台 1996年7月15日,13页.
3. ↑  What Is the Bible's View? Is It Right to Call Men by Titles? 《警醒!》1977年7月22日,27页.
4. ↑  . 守望台宣揚耶和華的王國. 2009年8月1日: 第30页  [2019年11月12日]. （原始内容存档于2020年5月31日）. ...捐款絕不會用來支付薪金
5. ↑  . 耶和華見證人官網：常見的問題.   [2022-02-08]. （原始内容存档于2018-02-01） （中文（臺灣））.
6. ↑  . 耶和華見證人官網：常見的問題.   [2019-06-21]. （原始内容存档于2021-04-01）.奉行正确宗教的团体里没有受薪的神职人员
7. ↑  .   [2014-03-29]. （原始内容存档于2014-03-29）.
8. ↑  Franz, Raymond. . Commentary Press, 第三版,第二次印刷. 2000年: 42-108页 (第3、4章).
9. ↑  《耶和华见证人——上帝王国的宣扬者》1993年，108-109, 723页
10. ↑  . The Watchtower Announcing Jehovah's Kingdom (Brooklyn, New York, U.S.A.). 2002年, (4月1日): 第13頁  [2019-07-07]. （原始内容存档于2019-07-07）.
11. ↑  《王国传道月报》1987年12月,7页.
12. ↑  《王国传道月报》1982年10月,1.页
13. ↑  . The Watchtower Announcing Jehovah's Kingdom(Study) (Brooklyn, New York, U.S.A.). 1988年, (11月15日): 第17頁  [2019-07-07]. （原始内容存档于2019-07-07）.

### 說明
1. ↑  部分事件之敘述、出處、佐證資料過於單一(僅有耶和華見證人之出版品、官方網站或其他單一出處)，而所提到之當事人等可能又為匿名、化名，其真實性、可信度仍有待查證。而由政府機關所公告之內容，基於政府機關為管轄範圍內具有權威性、唯一性(包含但不限於司法調查權、行政調查權)，故不在此限。